# Denisa Dragomir
Denisa Ionela Dragomir (n. 22 august 1992, Câmpulung, Argeș, România) este o alergătoare română, campioană europeană la skyrunning în 2019 și campioană mondială în 2022.

## Biografie
Denisa a crescut în Berevoiești, o comună de lângă Câmpulung Muscel, județul Argeș.
A câștigat medalii, ca junioară, la 1 500 m, 2 000 m și 3 000 m obstacole, în perioada adolescenței, iar în 2010, la 18 ani, a participat și a câștigat prima ei cursă de alergare montană care i-a adus calificarea la Campionatul Balcanic și la Campionatul European de Alergare Montană. A cucerit medalia de aur la Campionatul European de Alergare Montană de Juniori din 2010 și 2011. La Campionatul Mondial de Alergare Montană pe distanțe lungi din 2017 a câștigat bronzul. În 2019 s-a clasat pe locul 8 la Campionatul Mondial de Alergare Montană de la Villa la Angostura, Argentina, și cu echipa României (Cristina Simion, Mădălina Florea, Andreea Pîșcu) a obținut medalia de bronz.
În anul 2022 sportiva a cucerit atât la Campionatul Mondial de Skyrunning cât și la Campionatul Mondial de Alergare Montană medalia de aur.

## Realizări
| An   | Competiție                                        | Locație                       | Loc | Eveniment          | Note    |
| ---- | ------------------------------------------------- | ----------------------------- | --- | ------------------ | ------- |
| 2010 | Campionatul European de Alergare Montană (sub 20) | Sapareva Banea, Bulgaria      | 1   | 4,6 km             | 18:28   |
| 2010 | Campionatul European de Alergare Montană (sub 20) | Sapareva Banea, Bulgaria      | 3   | echipe             | 18:28   |
| 2011 | Campionatul European de Alergare Montană (sub 20) | Bursa, Turcia                 | 1   | 3,5 km             | 21:43   |
| 2011 | Campionatul European de Alergare Montană (sub 20) | Bursa, Turcia                 | 2   | echipe             | 21:43   |
| 2017 | Campionatul Mondial de Alergare Montană           | Premana, Italia               | 3   | 32 km (+-2900 m)   | 3:59:34 |
| 2017 | Campionatul Mondial de Alergare Montană           | Premana, Italia               | 3   | echipe             | 3:59:34 |
| 2018 | Campionatul Mondial de Alergare Montană           | Karpacz, Polonia              | 4   | 36 km (+-2110 m)   | 3:12:11 |
| 2018 | Campionatul Mondial de Alergare Montană           | Karpacz, Polonia              | 3   | echipe             | 3:12:11 |
| 2019 | Campionatul European de Skyrunning                | Serina, Italia                | 1   | 31 km (+-2600 m)   | 3:23:30 |
| 2019 | Campionatul Mondial de Alergare Montană           | Villa la Angostura, Argentina | 8   | 41,5 km (+-2184 m) | 3:59:27 |
| 2019 | Campionatul Mondial de Alergare Montană           | Villa la Angostura, Argentina | 3   | echipe             | 3:59:27 |
| 2022 | Campionatul Mondial de Skyrunning                 | San Domenico di Varzo, Italia | 1   | 31 km              | 3:29:51 |
| 2022 | Campionatul Mondial de Alergare Montană           | Chiang Mai, Thailanda         | 1   | 38 km (+-2400 m)   | 3:49:23 |